# Ostrogowiec
Ostrogowiec (Centranthus) – rodzaj roślin z rodziny przewiertniowatych (Caprifoliaceae), z podrodziny Valerianoideae, dawniej wyodrębnianej zwykle jako rodzina kozłkowate (Valerianaceae). Do rodzaju należy ok. 9–12 gatunków. Występują one w obszarze śródziemnomorskim, przy czym szeroko rozpowszechniony w uprawie ostrogowiec czerwony C. ruber w wielu miejscach jest gatunkiem inwazyjnym (np. w zachodniej części USA i w Afryce Południowej). Uprawiany jest jako roślina ozdobna.

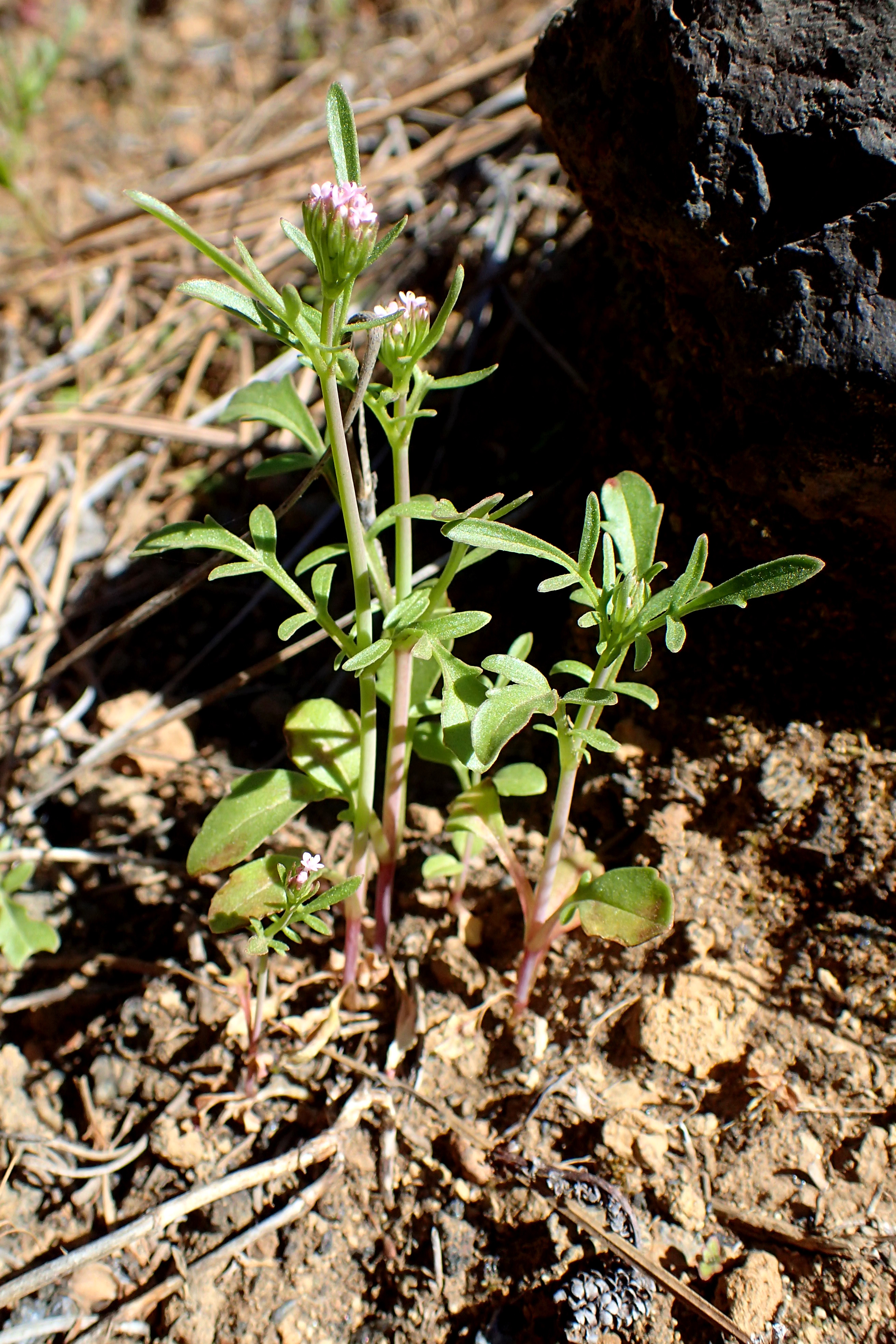
Centranthus calcitrapa

## Morfologia
PokrójRośliny jednoroczne i wieloletnie, w tym drewniejące u nasady pędów (półkrzewy). Łodygi wyprostowane, rozgałęziające się.
LiścieUlistnienie naprzeciwległe. Blaszka pojedyncza do złożonej.
KwiatyZebrane na szczycie w wierzchotki, wiechy lub grona. Kielich składa się z 5–25 działek wywiniętych w czasie kwitnienia, w czasie owocowania zrastających się w warkocz. Korona kwiatu asymetryczna – lejkowata i jednostronnie wybrzuszona lub rurkowata z ostrogą u nasady, na szczycie z 5 nierównymi łatkami. Korona ma barwę białą, różową lub czerwoną. Pręcik pojedynczy. Zalążnia jednokomorowa. Szyjka słupka zwieńczona niepodzielonym lub trójramiennym znamieniem.
OwoceNiełupka, zwieńczona warkoczem włosków.

## Systematyka
Rodzaj tradycyjnie zaliczany był do rodziny kozłkowatych (Valerianaceae). Rodzina ta od systemu APG II z 2003 włączana jest w randze podrodziny Valerianoideae Rafinesque do rodziny przewiertniowatych Caprifoliaceae (opcjonalnie, a od systemu APG III z 2009 już zupełnie). W obrębie tej rodziny uznawany jest za końcowe ogniwo procesu redukującego pręcikowie w tej grupie.
Rodzaj jest monofiletyczny, ale zagnieżdżony w obrębie rodzaju kozłek Valeriana, czyniąc w efekcie z tego drugiego takson parafiletyczny. W niektórych ujęciach nie jest w efekcie już wyróżniany i gatunki tu zaliczane włączane są do rodzaju Valeriana w jego szerokim ujęciu.
Wykaz gatunków
- Centranthus amazonum Fridlender & A.Raynal
- Centranthus angustifolius (Mill.) DC. – ostrogowiec wąskolistny
- Centranthus × aurigeranus Giraudias
- Centranthus calcitrapa (L.) Dufr.
- Centranthus × intermedius (Schltdl.) Rapin
- Centranthus lecoqii Jord.
- Centranthus longiflorus Steven
- Centranthus macrosiphon Boiss.
- Centranthus nevadensis Boiss.
- Centranthus ruber (L.) DC. – ostrogowiec czerwony
- Centranthus trinervis (Viv.) Bég.